# Tanghin (Saponé)
Pour les articles homonymes, voir Tanghin.
Tanghin, parfois orthographié Taaghin, est une commune rurale située dans le département de Saponé de la province du Bazèga dans la région du Centre-Sud au Burkina Faso.

## Santé et éducation
Le centre de soins le plus proche de Tanghin est le centre de santé et de promotion sociale (CSPS) de Pissi.